# 黑飛鼠
黑飛鼠（學名：Aeromys tephromelas、英語名：Black Flying Squirrel）是一種鼯鼠。生活於汶萊、印尼，以及馬來西亞。